# Циприпедиевые
Циприпедиевые (лат. Cypripedioideae) — подсемейство семейства Орхидные.

## История описания
Джон Линдли, основываясь на характере расположения пыльника и рыльца, в семействе Орхидные выделил семь триб: Neottieae, Arethuseae, Ophrydeae, Vandeae, Epidendreae, Malaxideae и Cypripedieae.
В 1896 году английский ботаник Роберт Ролфе разделил трибу Cypripedioideae на 4 рода – Paphiopedilum, Phragmipedium, Selenipedium и Cypripedium.
В 1960 году Л. Гараи высказал предположение, что семейство Орхидные имеет полифилетическое происхождение, и признал существование в пределах семейства пяти подсемейств — Apostasioideae, Neottioideae, Cypripedioideae, Ophrydoideae, Kserosphaeroideae, находящихся на одинаковом удалении от исходной (анцестральной) группы.
Некоторые современные авторы предпочитают делить семейство на три более чётко очерченные подсемейства (иногда их даже возводят в ранг семейств) — Апостасиевые, Циприпедиевые (двутычинковые) и собственно Орхидные (однотычинковые) с подразделением последнего подсемейства (семейства) на более мелкие таксономические единицы. Сторонником такой точки зрения является П. Вермёлен. В пределах порядка Orchidales этот автор выделяет семейства Апостасиевые, Циприпедиевые и Орхидные.
Новейшую систему семейства Орхидные разработал американский учёный Роберт Дресслер. Он разделяет Орхидные на шесть подсемейств: Apostasioideae, Cypripedioideae, Orchidoideae, Spiranthoideae, Epidendroideae и Vandoideae.
Эта система значительно отличается от предыдущей, разработанной Р. Дресслером совместно с К. Додсоном двадцатью годами раньше, которая была основана на выделении в пределах семейств двух подсемейств — Cypripedioideae и Orchidoideae. Главное отличие состоит в возведении Apostasieae и Cypripedieae в ранг отдельных подсемейств. Ранее же, в системе 1960 года, входящие в подсемейство Cypripedioideae трибы Spirantheae, Epidendreae и Vandeae принадлежали к подсемейству Orchidoideae. Основным признаком, определяющим принадлежность трибы к тому или иному подсемейству в системе Р. Дресслера, как и в работах многих его предшественников, является строение колонки и характер расположения пыльника и рыльца.

## Биологическое описание

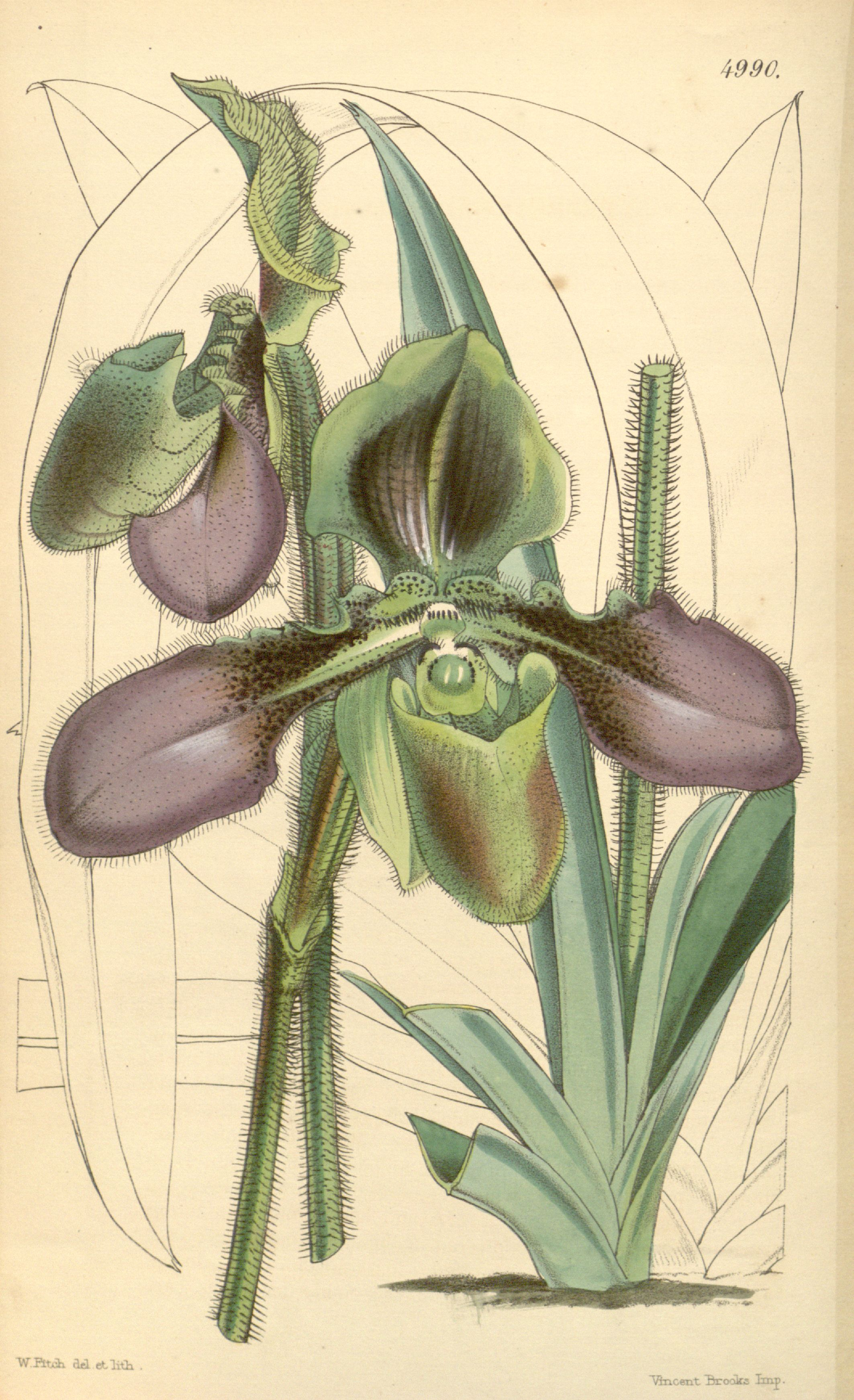
Paphiopedilum hirsutissimum. Ботаническая иллюстрация из «Curtis’s botanical magazine», 1857.

Многолетние наземные, наскальные, реже эпифитные короткокорневищные травы с толстыми, войлочно опушёнными корнями, имеющими сосуды с простой перфорацией.
Побеги укороченные, реже вытянутые и ветвящиеся, симподиальные, со спирально или черепитчато расположенными листьями.
Листья конволютные, тонкие, пликатные или ремневидные, килеватые, кожистые, кондупликатные, часто мозаично пятнистые, в основании без сочленения.
Соцветие терминальное, с одним или несколькими спирально или двурядно расположенными цветками.
Цветки ресупинатные, обычно с сочленением между завязью и околоцветником, резко зигоморфные, разнообразной окраски. Боковые листочки наружного круга полностью срастаются в так называемый синсепалум. Губа принимает характерную форму туфельки. Из нормально функционирующих тычинок сохраняются только две боковые тычинки внутреннего круга. Средняя тычинка наружного круга видоизменяется в характерный стаминодий, располагающийся в центре в виде миниатюрного щита. Нити тычинок почти целиком сливаются со столбиком и образуют толстую согнутую колонку. Пыльники полушаровидные, вскрывающиеся продольными щелями. Пыльцевые зёрна свободные или в тетрадах со скульптурированной поверхностью. Пыльца объединена липкой массой, но настоящие поллинии образуются редко. Столбик толстый, рыльце крупное, полусферическое. Завязь трёхгнездная или одногнёздная, с аксиальной или париетальной плацентацией.
Плод — коробочка. Семена мелкие, веретеновидные, реже сферические (Selenipedium).
Хромосомы крупные, в числе 20, 24-42.

## Распространение
Тропические, субтропические и умеренные области всех материков, за исключением Африки.

## Систематика
- Триба Cypripedieae
  - Подтриба Cypripediinae
    - Род Cypripedium

  - Подтриба Paphiopedilinae
    - Род Paphiopedilum
- Триба Mexipedieae
  - Подтриба Mexipediinae
    - Род Mexipedium, с единственным видом Mexipedium xerophyticum
- Триба Phragmipedieae
  - Подтриба Phragmipediinae
    - Род Phragmipedium
- Триба Selenipedieae
  - Подтриба Selenipediinae
    - Род Selenipedium

## Галерея

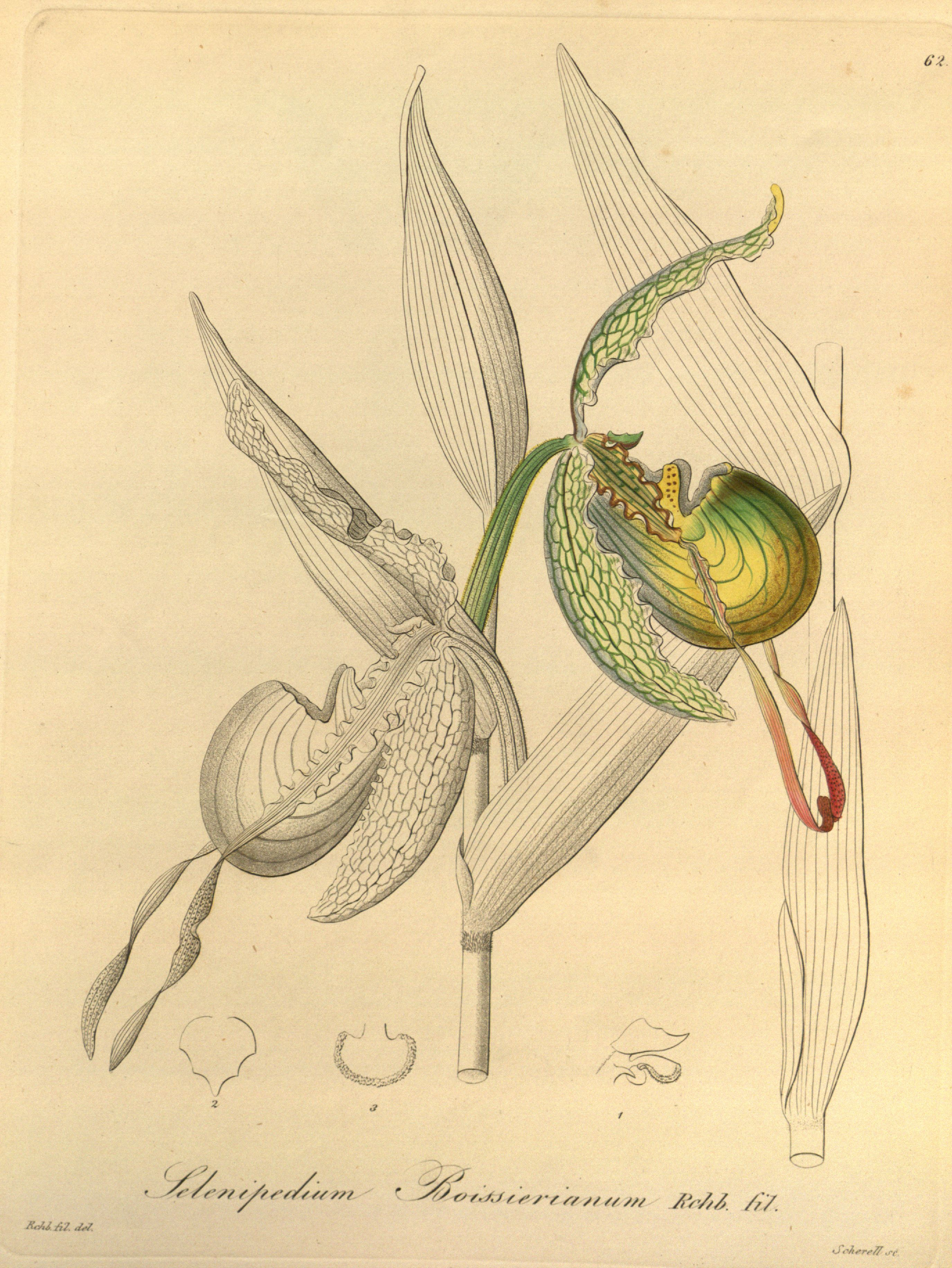
Phragmipedium boissierianum. «Xenia Orchidacea», vol. 1, tab. 62, 1858.
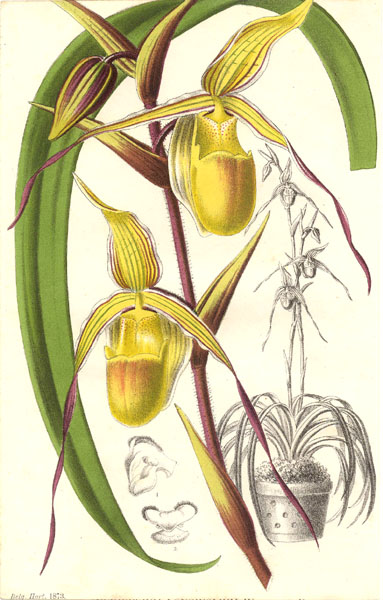
Фрагмипедиум длиннолистный. La Belgique horticole, journal des jardins et des, 1873.
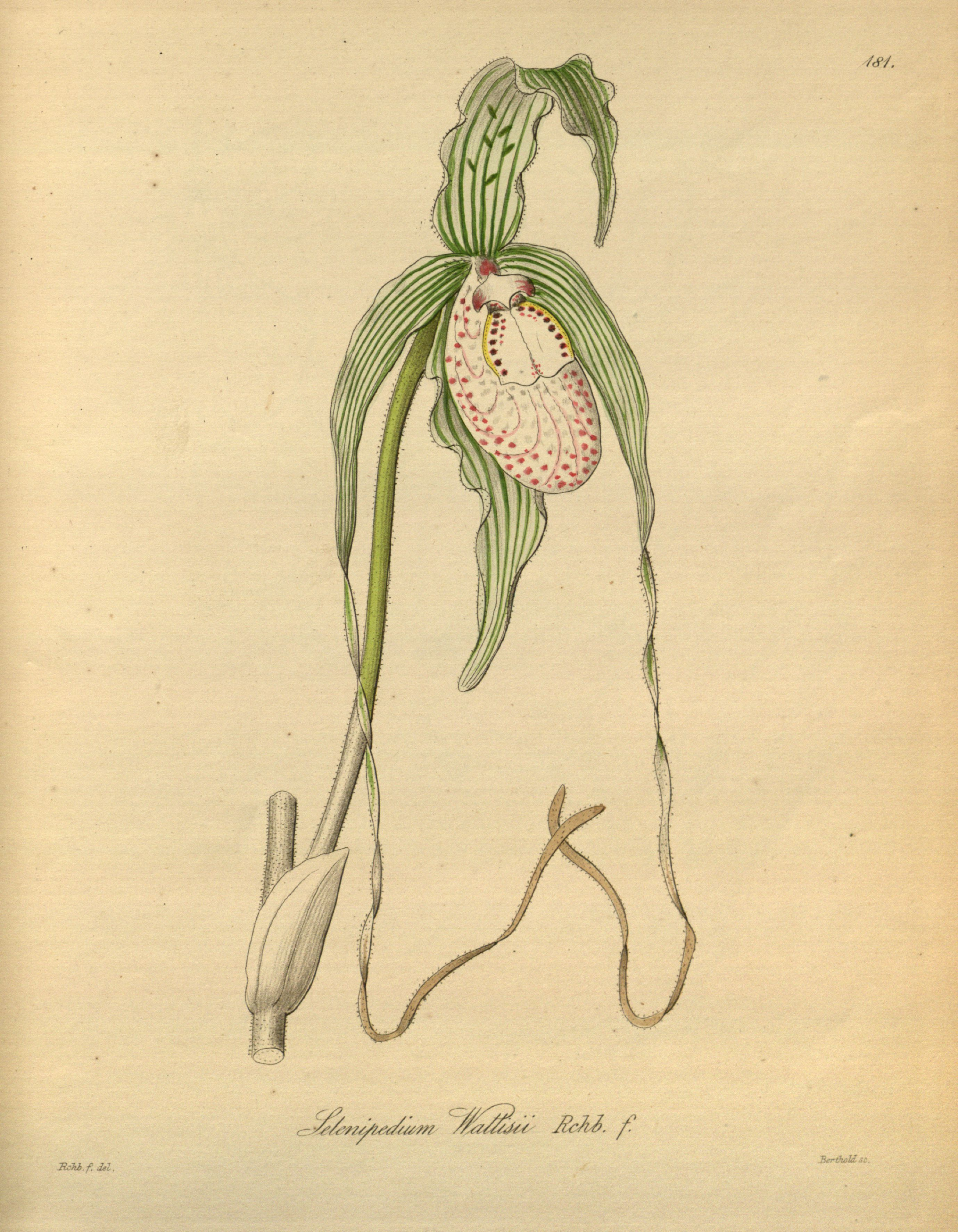
Фрагмипедиум Варшевича. «Xenia Orchidacea», vol. 2, tab. 181. 1874.
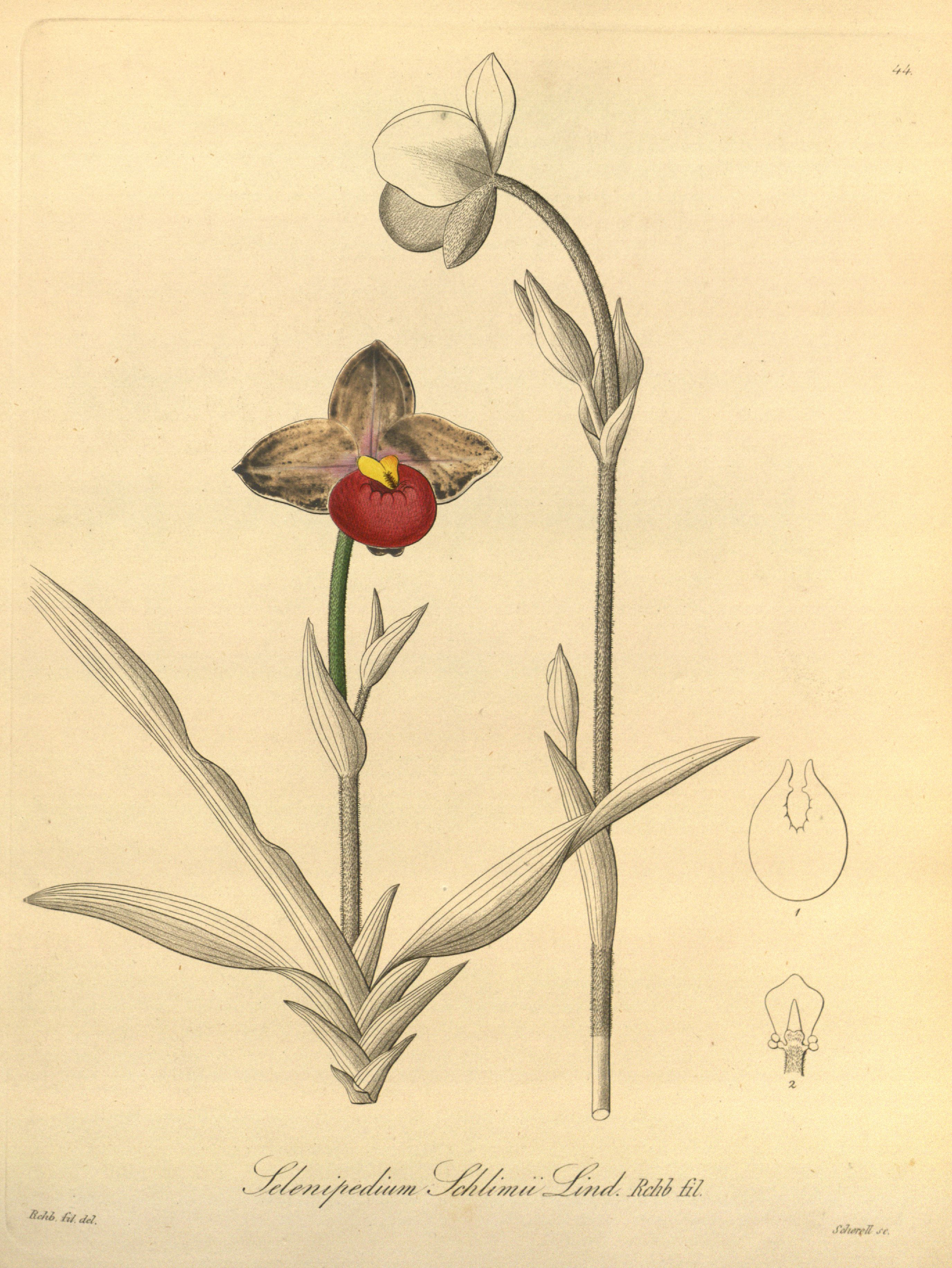
Phragmipedium schlimii. «Xenia Orchidacea», vol. 1, tab. 44, 1858.
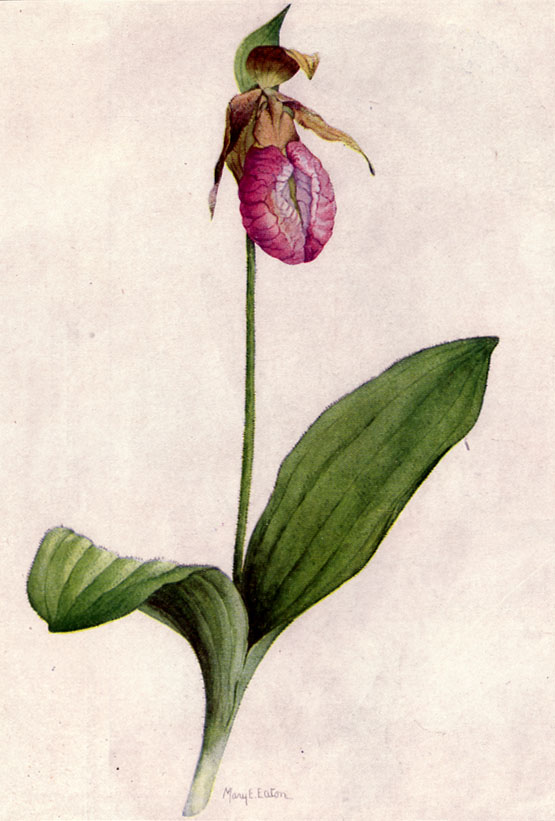
Cypripedium acaule. National Geographic Magazine, XXXI, 1917.
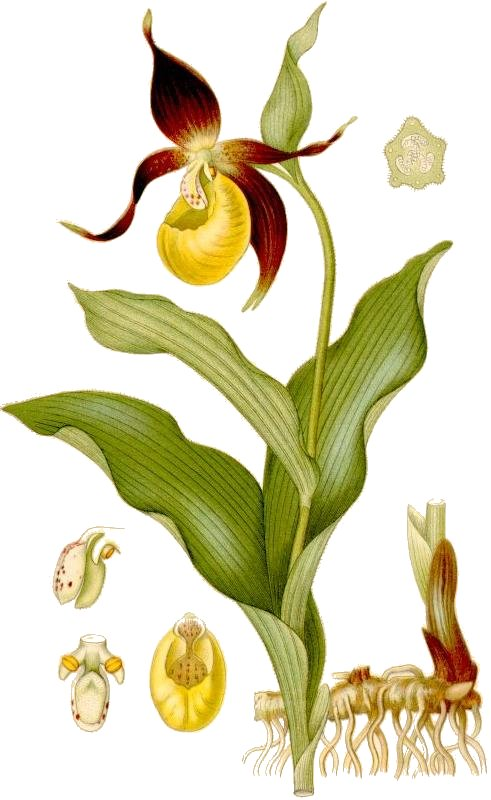
Башмачок настоящий. Bilder ur Nordens Flora, 1928.
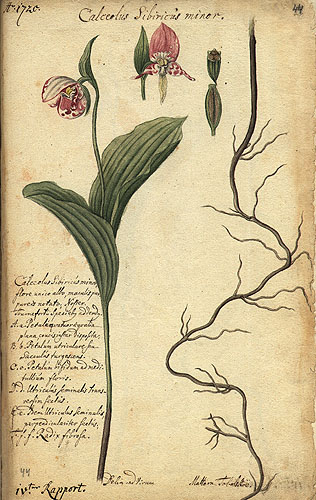
Cypripedium guttatum. Архив Российской Академии наук в Петербурге, неизвестный художник, 1720.
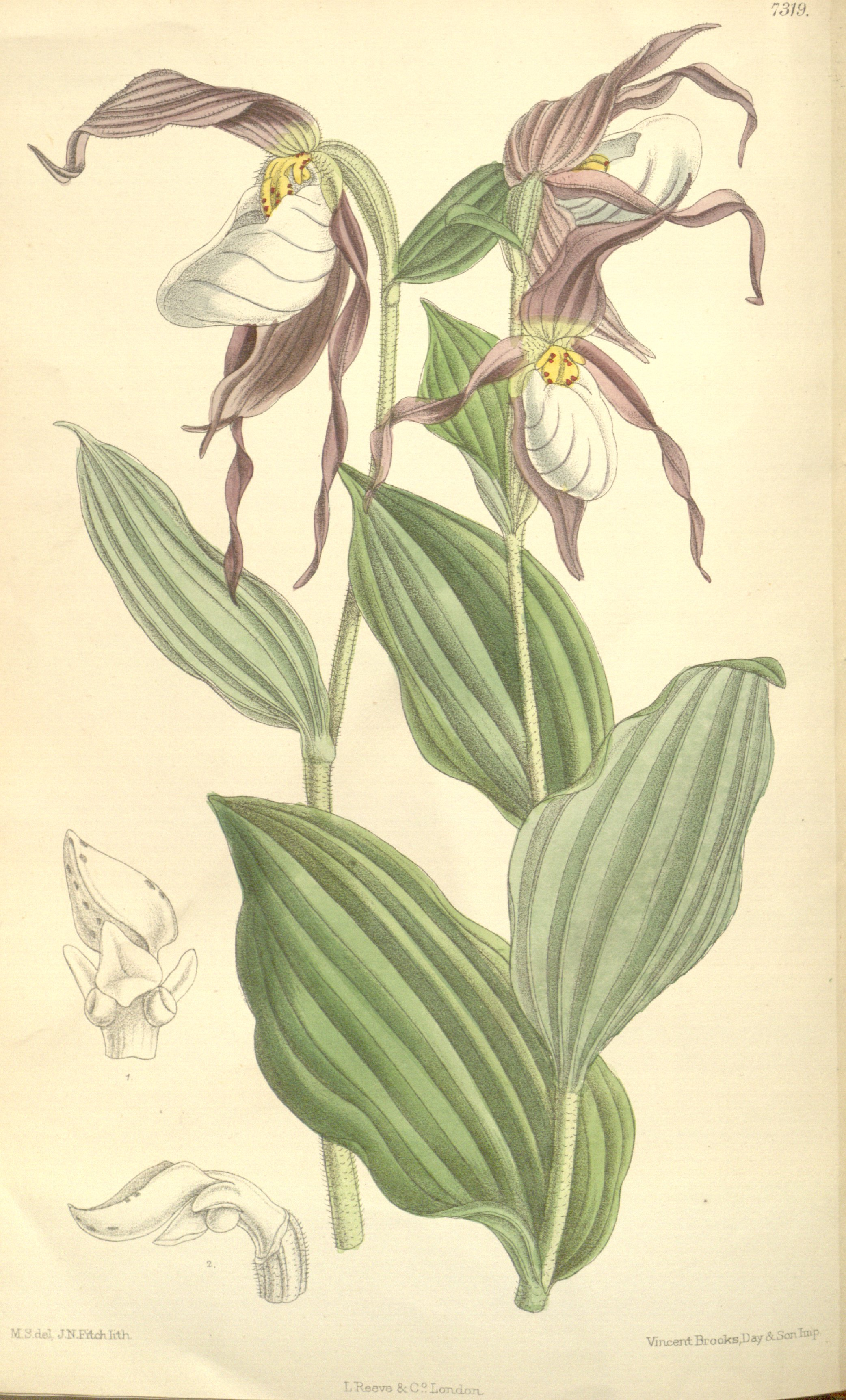
Cypripedium montanum. Curtis's botanical magazine, vol. 119, ser. 3, nr. 49, tab. 7319, 1893.
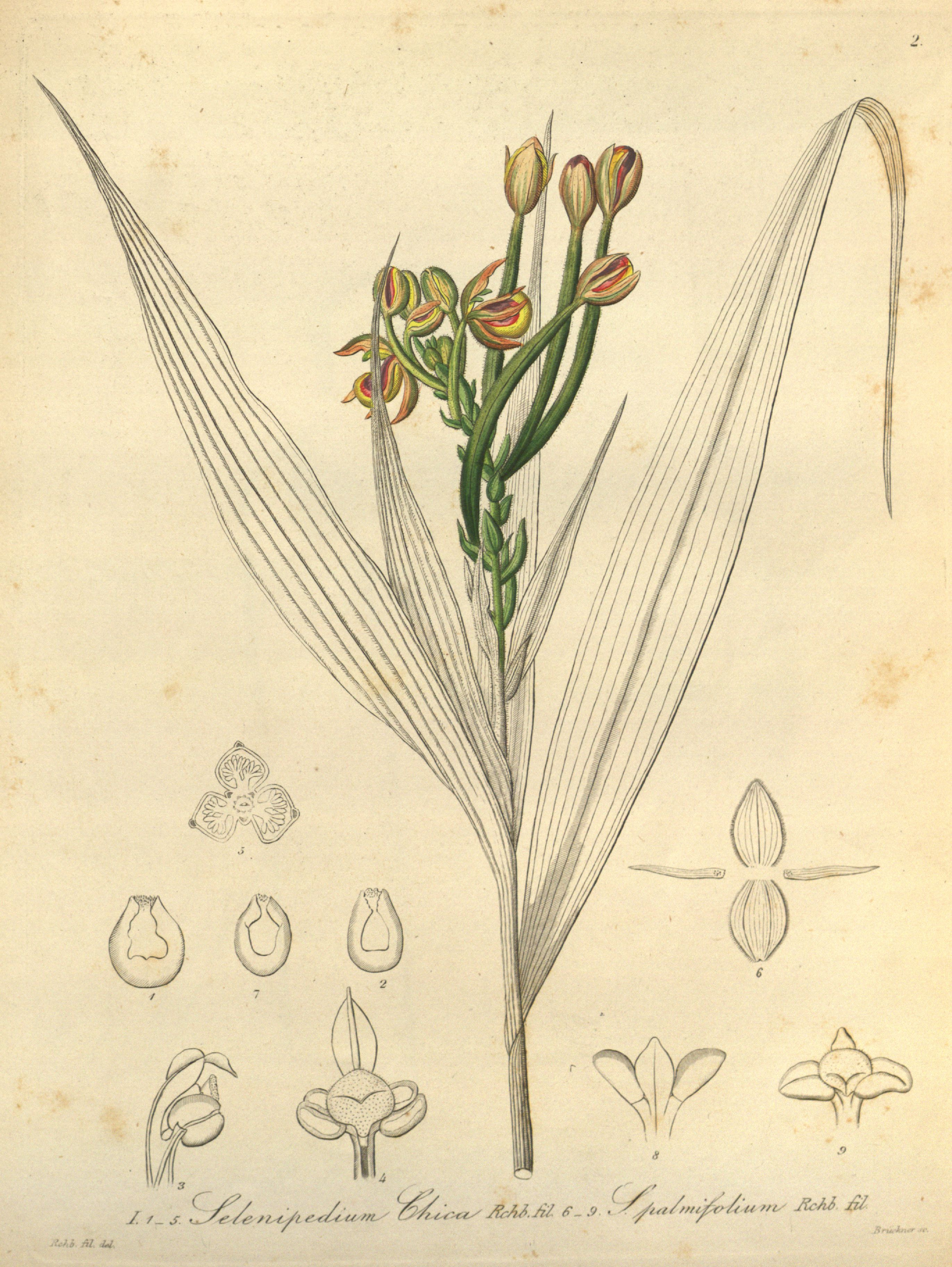
Selenipedium palmifolium. «Xenia Orchidacea», vol. 1, tab. 2, 1858.
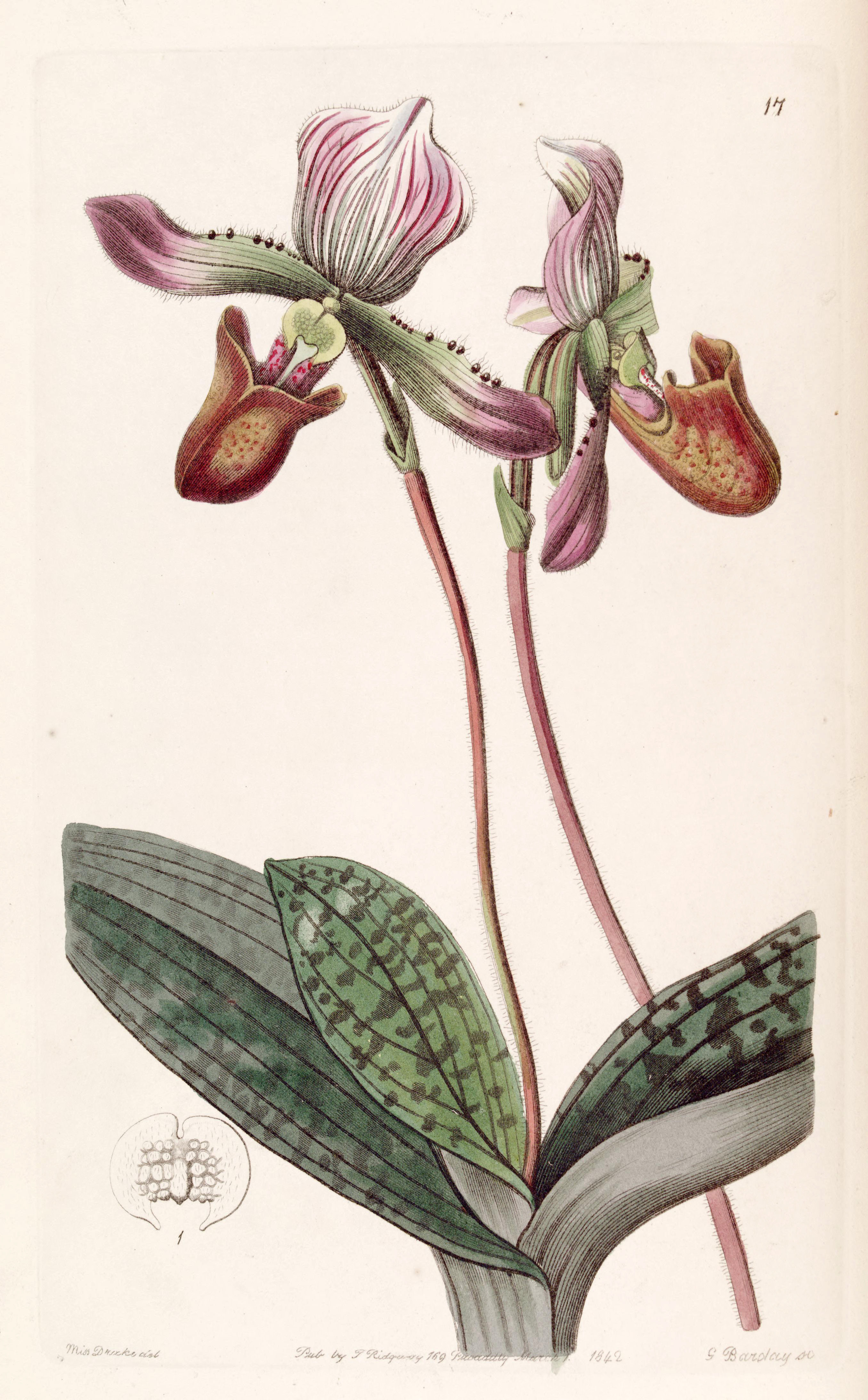
Paphiopedilum barbatum. Edwards's Botanical Register, volume 28 (N.S. 5), plate 17, 1842.
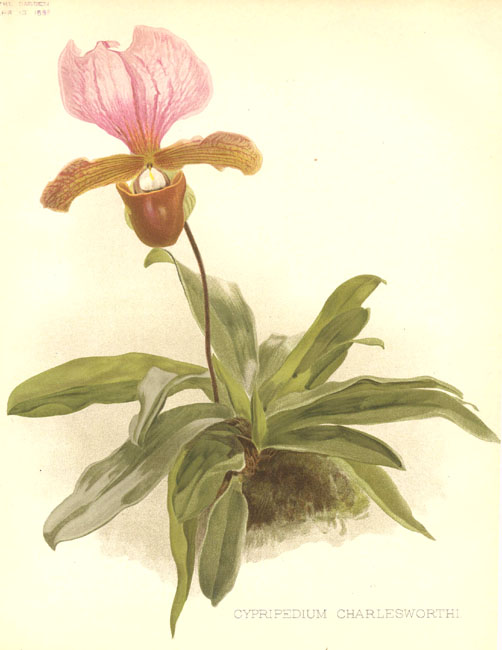
Paphiopedilum charlesworthii. The Garden. An illustrated weekly journal of horticulture in all its branches. 1895.
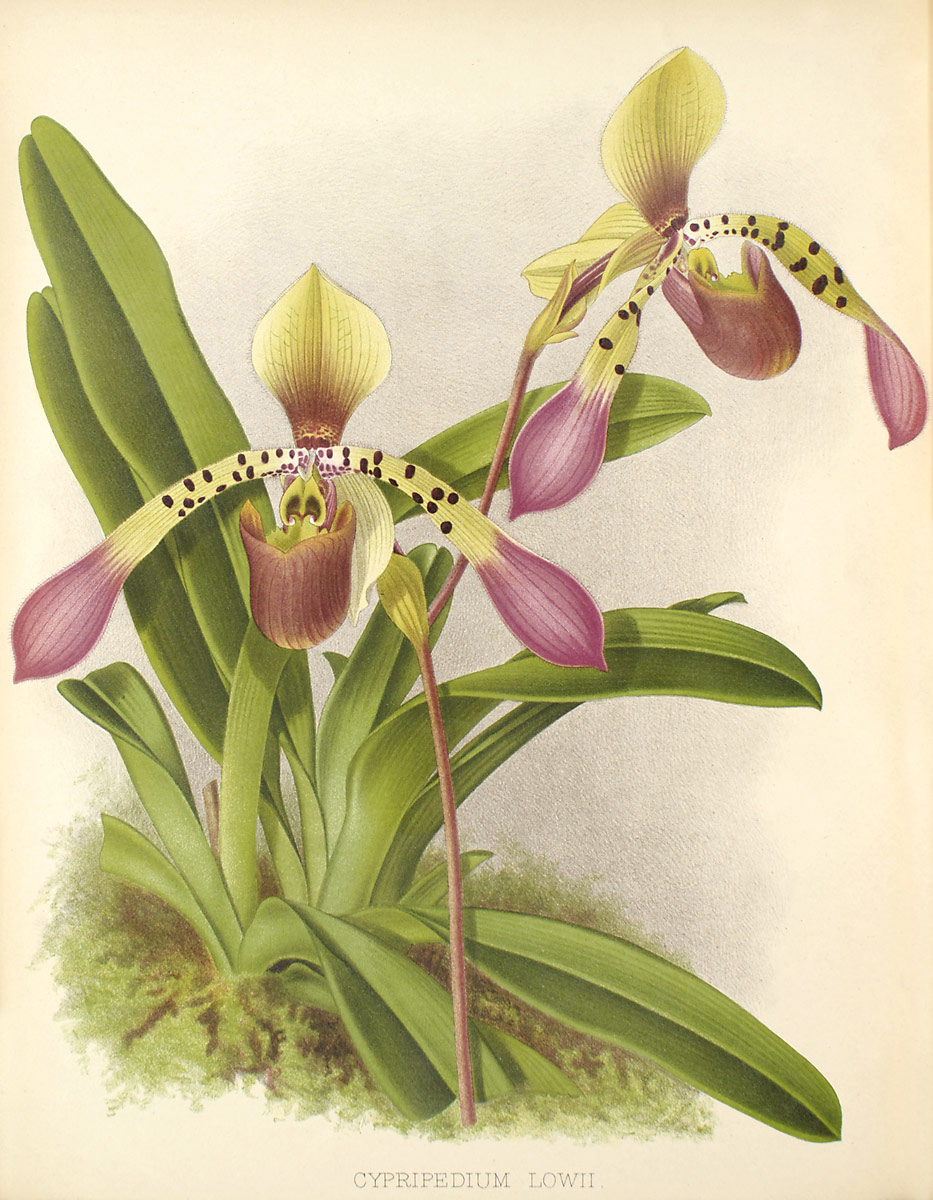
Пафиопедилюм Лоу. The Orchid Album., 1891.